# 里村昌休
里村 昌休（さとむら しょうきゅう、1510年（永正10年）- 1552年12月10日（天文21年11月5日））は、戦国期の室町時代の連歌師である。名は堯景。通称は彌次郎（彌二郎とも）。別号に指雪斎等がある。

## 経歴・人物
近江の生まれ。1534年（天文3年）に飛鳥井家に仕え、和歌や蹴鞠をよくした。また、当時の風俗や社会的な関係についても学んだ。後に周桂及び谷宗牧の門人となり連歌を学ぶ。
宗牧の死後、連歌を詠み続け里村紹巴を弟子として育てた。子に里村昌叱がいる。

## 主な著作物
- 『昌休発句集』
- 『休聞抄』- 『源氏物語』の注釈書。師匠の宗牧から学んだ多くの連歌が入選されている。